# Margaretha C. Verheus
Margaretha Christina Verheus (1905-1990) era uma artista holandesa.

## Biografia
Verheus nasceu no dia 16 de novembro de 1905, em Amsterdão. Ela estudou na Rijksinstituut tot Opleiding van Tekenleraren (Escola Nacional Normal para Professores de Desenho) em Amsterdão e estudou com Henri Frédéric Boot e Huib Luns. Ela foi casada com o pintor Willem August van der Colk.⁣ O seu trabalho foi incluído na exposição e venda de 1939 Onze Kunst van Heden (A Nossa Arte de Hoje) no Rijksmuseum em Amsterdão. Ela era um membro do Kunst zij ons doel e Kunstenaarsvereniging Sint Lucas.
Verheus faleceu no dia 15 de setembro de 1990, em Haarlem. O seu trabalho encontra-se na coleção do Rijksmuseum.